# Eugène Canseliet
Eugène Léon Canseliet (Sarcelles,  18 de diciembre de 1899 - Savignies, 17 de abril de 1982) fue un escritor y alquimista francés. Es famoso por haber sido el único discípulo del misterioso alquimista Fulcanelli. Escribió los prefacios para cada una de las supuestas obras publicadas de su maestro (Le mystère des cathédrales y Les demeures philosophales).

## Biografía
Nació el 18 de diciembre de 1899 en Sarcelles. Llevó a cabo sus estudios en bellas artes en Marsella. Lee Los grandes iniciados de Schuré y a la edad de 13 años descubre la alquimia a través de la lectura de un ejemplar en papel japonés de Hermes desvelado de Cyliani, editado por primera vez en 1832. Se adentra en el ocultismo leyendo Papus, Stanislas de Guaita, Fabre d’Olivet. Según el mismo Canseliet no frecuentó a Fulcanelli más que de 1916 hasta 1922. Es a través de Fulcanelli  que conoce a Julien Champagne, fino conocedor de la alquimia y que le sugiere leer La alquimia y los alquimistas de Louis Figuier. En 1920, Canseliet entra a la fábrica de gas de Sarcelles y comienza a practicar la alquimia. En 1922 dice haber asistido a una transmutación hecha por Fulcanelli.

## Canseliet y Fulcanelli
Según Canseliet frecuentó a Fulcanelli a partir de 1916 y lo vio de nuevo en Sevilla en 1952 (Fulcanelli entonces debía ser un centenario), sin embargo Fulcanelli ha permanecido como un personaje misterioso y hasta mítico ya que muy poco se sabe de él. Existen muchas hipótesis acerca de su verdadera identidad: Joseph-Henri Rosny (1856-1940), Julien Champagne o hasta el mismo Canseliet. Esta última hipótesis en la que Fulcanelli es en realidad Canseliet ha sido defendida por Paul Le Cour; Robert Amadou y Jean-Paul Dumont, célebre especialista en mitología griega y que afirma que Eugène Canseliet lo había autorizado a revelar que él era el autor de los libros publicados bajo la autoría de Fulcanelli.

## Obra
- Le Mystère des Cathédrales, ("Das Geheimnis der Kathedralen"), Paris 1926

- Les Demeures Philosophales ("Alchimie und Spagyrie"), Paris 1930

- Deux logis alchimiques, en marge de la science et de l'histoire... Paris, Jean Schemit, 1945, in-8, 157 p. Nouvelle édition augmentée à Paris, chez Jean-Jacques Pauvert, 1979, 344 p.

- Alchimie, études diverses de symbolisme hermétique et de pratique philosophale, Paris, Jean-Jacques Pauvert, 1964, in-8, 285 p. Nouvelle édition revue et augmentée, Paris, Jean-Jacques Pauvert, 1978, 401 p.

- L'Alchimie et son «Livre muet» (Mutus Liber). Introduction et commentaires par Eugène Canseliet, Paris, Jean-Jacques Pauvert, 1967, in-4, 140 p.

- L'Alchimie expliquée sur ses textes classiques, Paris, Jean-Jacques Pauvert, 1972, 312 p.